# Hexolobodon phenax
Hexolobodon phenax  — єдиний вид роду Hexolobodon підродини хутієвих. Мешкав на острові Гаїті. Вимер приблизно до 1600-х років після прибуття європейських поселенців. Про це можна зробити висновок по тому, що їх рештки знаходять разом із рештками пацюків. Розміром був приблизно з Хутію кубинську.

## Виноски
1. ↑  Graeme Caughley, Anne Gunn — Conservation biology in theory and practice, 1996, P. 137
2. ↑  вебсайт МСОП
3. ↑  Ronald M. Nowak. Walker's mammals of the world. — 1999. — Vol 1. — P. 1708